# Eeva Kilpiová
Eeva Karin Kilpiová (* 18. února 1928 Hiitola, Finsko) je finská prozaička a básnířka.

## Život
Jako jedenáctiletá musela odejít z domova v Karélii, což ovlivnilo její budoucí literární dílo. Eeva Kilpi vystudovala anglickou filologii na univerzitě v Helsinkách. Než se začala živit jako spisovatelka, byla učitelkou.

## Dílo
V díle Eevy Kilpiové se často objevují ženské hrdinky, které jsou silné a nezávislé, ale stále hledají své místo na světě, ze svých vzpomínek čerpá pro psaní o Karélii a osudech vystěhovaných obyvatel. Později také vyjadřuje svůj ekologický pohled na svět a hlavním tématem se stává splynutí s přírodou.
V 60. letech začíná se svou tvorbou především autobiograficky laděnými romány, věnuje se karelským přesídlencům ve Finsku například v trilogii Elämä edestakaisin (Život tam a zpátky).
Mezinárodní úspěch jí přinesl experimentální román Tamara, který otevřeně popisuje sexuální vztah ženy a handicapovaného muže a uvádí tak čtenáře do několika dosud tabuizovaných témat. Zabývá se především ženskou sexualitou z pohledu ženy, otázkami genderu či skloubením sexuality s intelektuálními schopnostmi. Příběh vypráví impotentní invalidní muž, dílo však také zachycuje ženský pohled na sexualitu.

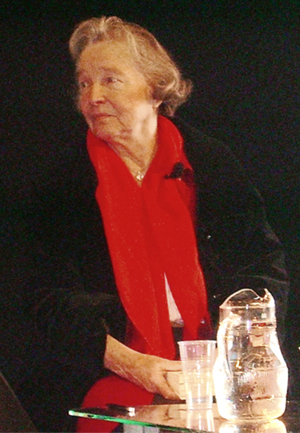
Eeva Kilpi, knižní veletrh v Turku (2008)

Dále píše také poezii, hlavně krátké a výstižné básně plné ironie a humoru popisující všední věci každodenního života, například báseň o tom, jak žena myje nádobí. Zobrazení ženy v situaci tak všední vyjadřuje to, že každá žena chce být milována. Další básně například vyzdvihují svobodu člověka, ale také zodpovědnost, která s ní přichází. Své básně vydává například ve sbírkách Laulu rakkaudesta ja muita runoja (Píseň o lásce a další básně) či Kiitos eilisesta (Děkuji za včerejšek)
Hylkkääminen (Rozchod, česky vyšlo v knize Pět finských novel, 1984) je další z krátkých novel, která popisuje mezilidské vztahy z pohledu svobodné a nezávislé ženy, která hledá lásku. Ukazuje se, že ji nenajde, dokud nezačne mít ráda sama sebe. Její vztah s Američanem je pln nejistoty a zklamání. Hrdinka přináší bolest hlavně sama sobě, když se neustále podceňuje a zavrhuje myšlenku, že by muž mohl přijet do Finska jen kvůli ní. Konverzace v angličtině ukazuje, že i když mohou lidé rozumět, po emoční stránce se nemusí nikdy pochopit. Nakonec chce tento vztah ukončit, ale nenachází odvahu, pouze si představuje, co by se všechno mohlo stát a věří jen tomu nejhoršímu. V závěru hledá štěstí v náruči jiného muže, ale pocit nejistoty stále zůstává a žena jako by nemohla být nikdy šťastná.

## Překlady do češtiny
- Příběh vdovy. In Sedm životů. Antologie severských novel. Práce, Praha 1987, s. 141–160. Přel. Josef Michl.
- Rozchod (Hylkääminen). In Pět finských novel. Odeon, Praha 1984, s. 127–176. Přel. Jan Petr Velkoborský.
- Rozchod (Hylkääminen). Světová literatura 1984, 1, s. 81–112. Přel. Jan Petr Velkoborský.
- Johannes (ze sbírky Noidanlukko). In Almanach severských literatur. FF UK, Praha 2000, s. 176–180. Přel. Jan Dlask.
- Že jen jednou za rok. In Finská literatura psaná ženami – ženy ve finské literatuře. Edita, Helsinki 1998, s. 16. Přel. Viola Parente-Čapková.